# Cung điện Jabłonna
Cung điện Jabłonna (tiếng Ba Lan: Pałac w Jabłonnie) là một cung điện, một khách sạn và là một khu phức hợp công viên có thể truy cập công cộng ở Jabłonna gần Warsaw ở Ba Lan với những công dụng bao gồm nơi tổ chức hội nghị và đám cưới.

## Lịch sử
Trong thời trung cổ, Jabłonna thuộc tài sản của các Giám mục Płock, người đã xây dựng một nơi cư trú mùa hè ở đây vào thế kỷ 15. Năm 1773, anh trai của Vua Stanisław tháng 8 - Michał Poniatowski, sau đó là Giám mục của Płock và sau đó là Tổng giám mục của Ba Lan, đã mua tài sản ở Jabłonna với ý định biến nó thành một khu dân cư và cung điện thanh lịch. Năm 1774, ông ủy quyền cho kiến trúc sư hoàng gia, Dominik Merlini, thiết kế nơi ở mới. Việc xây dựng một khu phức hợp gồm ba tòa nhà đã được đề xuất: một cung điện một tầng, được dự định là nơi ở của chủ sở hữu, được đặt ở giữa và hai bên bởi các gian hàng ba tầng riêng biệt. 

Phòng khiêu vũ bên trong Cung điện Jablonna

Một công viên tuyệt đẹp theo phong cách Anh được phát triển vào những năm 1770 và 1780, dựa trên thiết kế của kiến trúc sư Szymon Bogumił Zug. Cùng một kiến trúc sư cũng đã xây dựng một loạt các gian phòng, trong đó ba vẫn còn tồn tại đến ngày nay: Grotto, Orangerie và sảnh đường Trung Quốc.
Ban đầu, cung điện trung tâm kết hợp sự kh giữa phong cách cổ điển với vẻ đẹp đậm chất baroque.
Trong 40 năm tiếp theo, các tòa nhà đã được tu sửa và bổ sung rộng rãi, trùng với một số thay đổi về quyền sở hữu. Năm 1837 cung điện được xây dựng lại theo thiết kế của Henryk Marconi.
Cung điện Jabłonna thuộc sở hữu của gia đình Potocki cho đến năm 1945. Năm 1944, cung điện bị quân đội Đức đốt cháy. Từ năm 1953, Jabłonna đã được sở hữu bởi Viện Hàn lâm Khoa học Ba Lan. Dưới sự bảo trợ của nó, cung điện đã được chuyển thành trung tâm hội nghị và giải trí. Việc xây dựng lại cung điện được thực hiện theo thiết kế của Mieczysław Kuźma, và việc xây dựng lại công viên theo thiết kế của Gerard Ciołek. Trong quá trình cải tạo này, phần trung tâm của cung điện đã được khôi phục để trông giống như vào cuối thế kỷ 18, trong khi các phần bên của nó, được thêm vào nửa đầu thế kỷ 19, vẫn giữ nguyên hình dáng ban đầu. Việc trang trí và trang trí nội thất cung điện được hoàn thành sau năm 1945. Các đại diện và phòng của cung điện được trang trí với đồ nội thất và tranh vẽ cũ từ cuối thế kỷ 18 và nửa đầu thế kỷ 19.

## Sử dụng hiện tại
Cung điện hiện đang được sử dụng như một trung tâm hội nghị, trung tâm đào tạo và thường được sử dụng cho đám cưới và tiệc cưới. Nó bao gồm một phòng khiêu vũ, khu vực ăn uống và phòng khách sạn. Buổi hòa nhạc, buổi biểu diễn, triển lãm nghệ thuật và chương trình khoa học được tổ chức tại địa điểm. Công viên cũng mở cửa cho công chúng.